# KEiiNO
Keiino (часто стилизованное как KEiiNO; произносится как kæino) — норвежская поп-группа, состоящая из саамского рэпера Фреда Бульо и норвежских исполнителей Александры Ротан и Тома Хьюго. Группа была создана в конце 2018 года в рамках подготовки к участию в Melodi Grand Prix-2019.
В результате победы в Melodi Grand Prix-2019, группа представила Норвегию на конкурсе песни «Евровидение-2019» с композицией «Spirit in the Sky». KEiiNO заняли 1 место по голосованию зрителей, набрав 291 балл, но получили значительно меньше баллов от жюри. В сумме норвежцы получили 331 балл и заняли 6 место в конкурсе.

## История
Группа KEiiNO была основана в конце 2018 года в рамках подготовки к участию в Melodi Grand Prix-2019. Конкурсная песня «Spirit in the Sky», вдохновленная исторической борьбой за равенство вне зависимости от расы, половой и этнической принадлежности, писалась Томом Хьюго и Александром Оллсоном ещё до образования группы. В ходе написания Хьюго и Оллсон пригласили присоединиться к работе над песней саамского рэпера Фреда Бульо. Позже к коллективу присоединилась норвежская поп-певица Александра Ротан. Этот жест, по словам Хьюго, символичен и имеет свой отклик в песне, так как каждый участник группы является представителем притеснённого меньшинства: Фред представляет саамский народ, Том — сторонник ЛГБТ, а Александра — женщина, работающая в музыкальной индустрии.
Название группы KEiiNO было вдохновлено названием родного города Бульо Кёутукейну (норв. Kautokeino, северносаам. Guovdageaidnu). Последняя часть -geaidnu переводится как «путь» или «дорога»:
Keiino — это та дорога, которая свела нас вместе.Фред Бульо

## Стиль
KEiiNO определяют своё звучание как смесь вдохновляющего танцевального попа, скандинавского фолка и йойка в сочетании с традиционными саамскими элементами.

## MGP-2019
25 января 2019 года был официально опубликован список участников Melodi Grand Prix-2019, состоящий из 10 заявок. По итогам жеребьёвки KEiiNO получили 10 порядковый номер выступления. Группа успешно прошла 2 отборочных голосования и в финале встретилась с Адрианом Йоргенсеном. По итогам финального голосования KEiiNO стали победителями Melodi Grand Prix-2019, получив 57,2% голосов зрителей.
Суперфинал
| Место | Исполнитель      | Песня               | СМС-голосование | %    |
| ----- | ---------------- | ------------------- | --------------- | ---- |
| 3     | D'Sound          | «Mr. Unicorn»       | 11123           | 6,5  |
| 4     | Anna-Lisa Kumoji | «Holla»             | 6718            | 3,9  |
| 2     | Adrian Jørgensen | «The Bubble»        | 55794           | 32,4 |
| 1     | KEiiNO           | «Spirit in the Sky» | 98324           | 57,2 |

## Евровидение-2019
Выиграв национальный отбор, KEiiNO получили шанс представить Норвегию на Евровидении-2019. Согласно жеребьёвке, группа выступила во второй половине второго полуфинала. Получив 47 баллов от международного жюри и рекордные для обоих полуфиналов 170 баллов от зрителей, KEiiNO вышли в финал конкурса с 7-го места.
18 мая состоялся финал Евровидения. По итогам финального выступления KEiiNO получили те же 47 баллов от международного жюри и рекордный для Евровидения 2019 года 291 балл от зрителей. Таким образом, норвежские исполнители финишировали на шестом месте:
Это было удивительно. Мы считаем, что мы — довольно популярная группа людей, и мы хотели донести идею равенства и уважения как можно большему количеству людей благодаря конкурсу. Мы получили подтверждение того, что так много людей по-настоящему услышали нашу песню. Мы действительно выиграли зрительское голосование — наша мечта сбылась. Мы чувствуем ESC 2019 как нашу общую победу.Александра Ротан.
После скандала, связанного с разглашением своих баллов белорусским жюри, произошёл перерасчёт баллов всех  стран, которым жюри Беларуси отдавало очки. Так, норвежские исполнители вместо 7 баллов от белорусского жюри получили 0 баллов и уступили пятое место Швеции, финишировав на итоговой шестой позиции.
| Мес то |          |       |       |    |    |    |    |    |    |    |    |    |    |    |    |    |    |    |    |    |    |    |    |    |    |    |    |    |    |    |    |    |    |    |    |    |    |    |    |    |    |    |    |    |
| Мес то | Страна   | Баллы | Баллы | AL | AM | AU | AT | AZ | BY | BE | HR | CY | CZ | DK | EE | FI | FR | GE | DE | GR | HU | IS | IR | IL | IT | LV | LT | MT | MD | ME | NL | MK | NO | PL | PT | RO | RU | SM | SR | SI | ES | SE | CH | GB |
| ------ | -------- | ----- | ----- | -- | -- | -- | -- | -- | -- | -- | -- | -- | -- | -- | -- | -- | -- | -- | -- | -- | -- | -- | -- | -- | -- | -- | -- | -- | -- | -- | -- | -- | -- | -- | -- | -- | -- | -- | -- | -- | -- | -- | -- | -- |
| 6      | Норвегия | 331   | 40    | -  | -  | -  | 1  | -  | -  | -  | -  | -  | -  | 5  | -  | -  | -  | -  | 5  | -  | -  | -  | 6  | -  | -  | -  | -  | -  | 7  | -  | -  | -  | -  | 1  | 4  | -  | -  | -  | -  | -  | -  | 4  | 7  | -  |
| 6      | Норвегия | 331   | 291   | 5  | 5  | 12 | 8  | 1  | 8  | 7  | 5  | 1  | 10 | 12 | 10 | 10 | 8  | -  | 12 | -  | 10 | 12 | 12 | 10 | 10 | 8  | 8  | 7  | 3  | -  | 12 | 5  | -  | 8  | 6  | 4  | 10 | 3  | 4  | 6  | 7  | 12 | 8  | 12 |

После конкурса вопреки опасениям поклонников, группа, созданная для участия в Евровидении, не распалась и уже в феврале 2020 года выпустила свой первый студийный альбом «OKTA», состоящий из 10 композиций.

## Последующие участия в MGP
11 января 2021 года было объявлено, что KEiiNO будут соревноваться в Melodi Grand Prix-2021 за право представлять Норвегию на Евровидении-2021 с песней «MONUMENT»:
Нам нравится все, что касается Melodi Grand Prix и Евровидения. Мы решили сразу же в 2019 году, после того как сошли со сцены, что хотим вернуться, потому что нам это очень нравится. Когда мы записывали MONUMENT, нам казалось, что с этой песней стоит вернуться.Александра Ротан
20 февраля 2021 года состоялся финал Melodi Grand Prix-2021. В финале KEiiNO успешно преодолели предварительные голосования и вышли в Золотую дуэль вместе с популярным норвежским исполнителем TIX. В Золотой Дуэли KEiiNO уступили ТIX и заняли второе место, получив 42,5% голосов зрителей.
| Место | Исполнитель | Песня          | Юг     | Юг    | Центр  | Центр | Север  | Север | Запад  | Запад | Восток  | Восток | Итог    | Итог  |
| Место | Исполнитель | Песня          | Голоса | %     | Голоса | %     | Голоса | %     | Голоса | %     | Голоса  | %      | Голоса  | %     |
| ----- | ----------- | -------------- | ------ | ----- | ------ | ----- | ------ | ----- | ------ | ----- | ------- | ------ | ------- | ----- |
| 2     | KEiiNO      | "MONUMENT"     | 27,666 | 42.80 | 38,850 | 45.29 | 42,437 | 60.16 | 58,942 | 41.56 | 113,148 | 37.94  | 281,043 | 42.51 |
| 1     | Tix         | "Fallen Angel" | 36,996 | 57.20 | 46,937 | 54.71 | 28,105 | 39.84 | 82,891 | 58.44 | 185,104 | 62.06  | 380,033 | 57.49 |

В 2024 году вновь приняли участие в Melodi Grand Prix с песней «Damdiggida». Группа выиграла голосование жюри, однако в голосовании зрителей они были вторыми. Как итог: группа уступила на 7 баллов песне «Ulveham» группы Gåte

## Дискография
| Название                              | Год  | Пиковые позиции в чартах | Пиковые позиции в чартах | Альбом      |
| Название                              | Год  | NOR                      | iTunes                   | Альбом      |
| ------------------------------------- | ---- | ------------------------ | ------------------------ | ----------- |
| «Summer Of My Life»                   | 2021 | —                        | —                        | без альбома |
| «UNBREAKABLE»                         | 2021 | —                        | —                        | без альбома |
| «MONUMENT»                            | 2021 | 8                        | 1                        | без альбома |
| «Transarctic Lover» ft. Sordal        | 2020 | —                        | —                        | без альбома |
| «Take Me Home»                        | 2020 | —                        | —                        | OKTA        |
| «Black Leather» ft. Charlotte Qamaniq | 2020 | —                        | —                        | OKTA        |
| «Would I Lie» ft. Electric Fields     | 2020 | —                        | —                        | OKTA        |
| «Spirit in the Sky»                   | 2020 | 1                        | 1                        | OKTA        |
| «Dancing in the smoke»                | 2020 | —                        | —                        | OKTA        |
| «Roar Like a Lion» ft. Te Hau Tawhiti | 2020 | —                        | —                        | OKTA        |
| «Playing»                             | 2020 | —                        | —                        | OKTA        |
| «Colours»                             | 2020 | —                        | —                        | OKTA        |
| «Louder» ft. Drezus                   | 2020 | —                        | —                        | OKTA        |
| «Bed with the Wolf»                   | 2020 | —                        | —                        | OKTA        |
| «Vill Ha Dig»                         | 2019 | —                        | —                        | без альбома |

Официальные каверы
- «Hatrid mun sigra» (2020) — кавер песни Hatari
- «I Wanna Dance With Somebody» (2020) — кавер песни Уитни Хьюстон
- «Shallow» (2019)[17] — кавер песни Леди Гаги
- «Only Teardrops» (2019) — кавер песни Эммили де Форест